# Обвал мосту Френсіса Скотта Кі
Обвал мосту Френсіса Скотта Кі стався 26 березня 2024 року о 01:27 за місцевим часом (05:27 UTC). Велика частина мосту імені Френсіса Скотта Кі в Балтиморі, штат Меріленд, обвалилася після того, як з нею зіткнувся контейнеровоз Dali, зареєстрований у Сінгапурі.
Корабель прямував до Коломбо, Шрі-Ланка. За словами представника пожежної служби міста Балтимор, щонайменше сім автомобілів впали у воду.

## Про міст
Міст імені Френсіса Скотта-Кі, відкритий у 1977 році, пролягає через річку Патапско, життєво важливий судноплавний шлях у порту Балтімора та східному узбережжі Сполучених Штатів. Це також частина автомагістралі Interstate 695, яка оминає Балтімор.

## Про руйнування

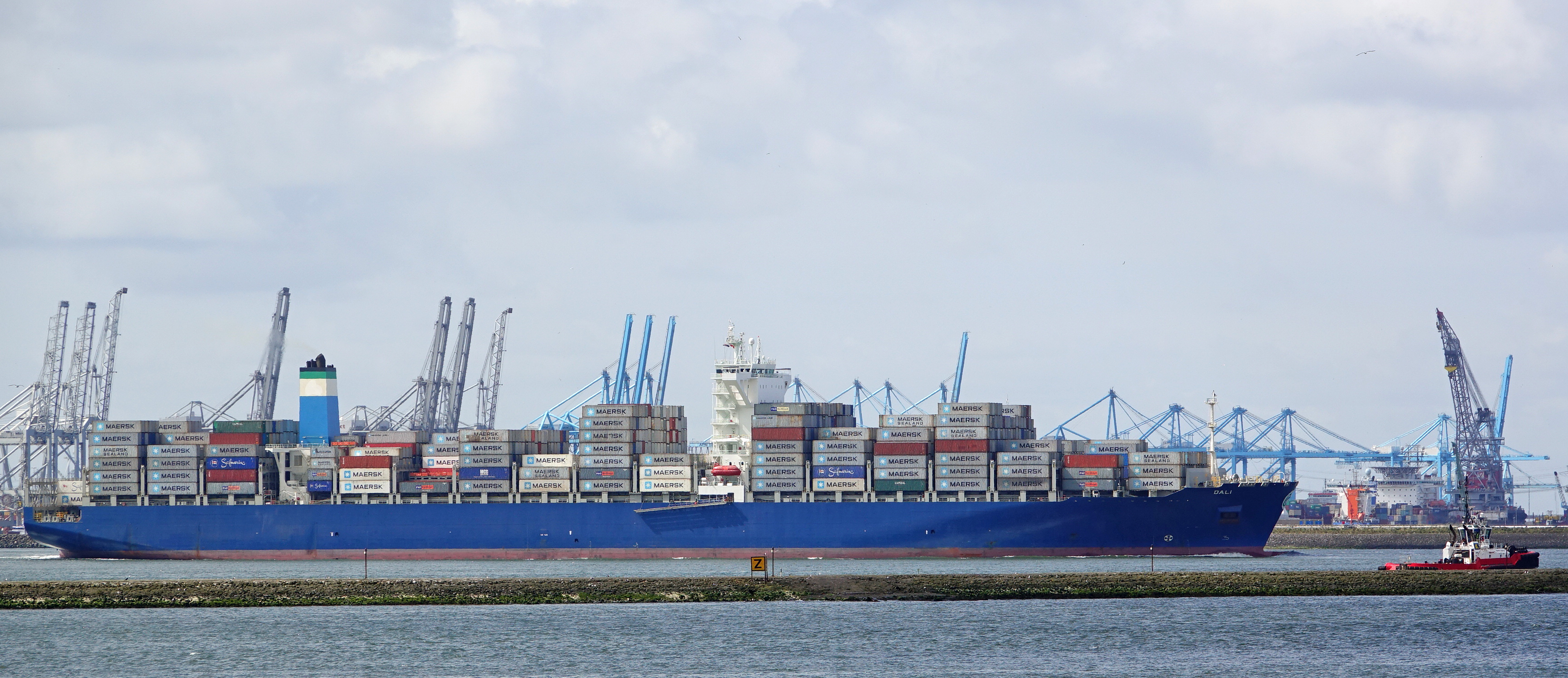
Судно Dali в 2017 році

Залучене судно Dali є вантажним судном, зареєстрованим у Сінгапурі. 229-метрове судно вирушило з Балтимора о 01:00 за місцевим часом до Коломбо, Шрі-Ланка. Воно врізалося в колону мосту о 01:27. Зрив і обвал мосту зафіксовано на відео. Представник міської пожежної служби Балтімора (BCFD) сказав, що під час обвалу на мосту були транспортні засоби, включно з транспортними засобами розміром з причіп-тягач. Судно Dali загорілося і, здавалося, тоне.

## Наслідки
У BCFD заявили, що в річку впали кілька транспортних засобів і семеро людей. Представник транспортного управління Меріленда, який прибув на місце події, повідомив рятувальникам, що на момент обвалу на мосту перебувало щонайменше 20 робітників. Наразі тривають масштабні аварійно-рятувальні роботи. Поліція міста Балтімора повідомила про обвал о 01:35. Мер Балтімора Брендон Скотт заявив, що персонал екстреної допомоги прямує до місця події.
Для пошуку людей задіяли водолазів-рятувальників.